# Neuaris
Os Neuaris (ou Newa ou Newar; em nepali: नेवाः; em neuari: नेवाल) são o povo indígena do Vale de Kathmandu no Nepal e os criadores da sua civilização histórica.
O vale e território envolvente têm sido conhecidos desde a antiguidade, como Nepal Mandala,  com seus limites em constante mutação ao longo da história.

## História

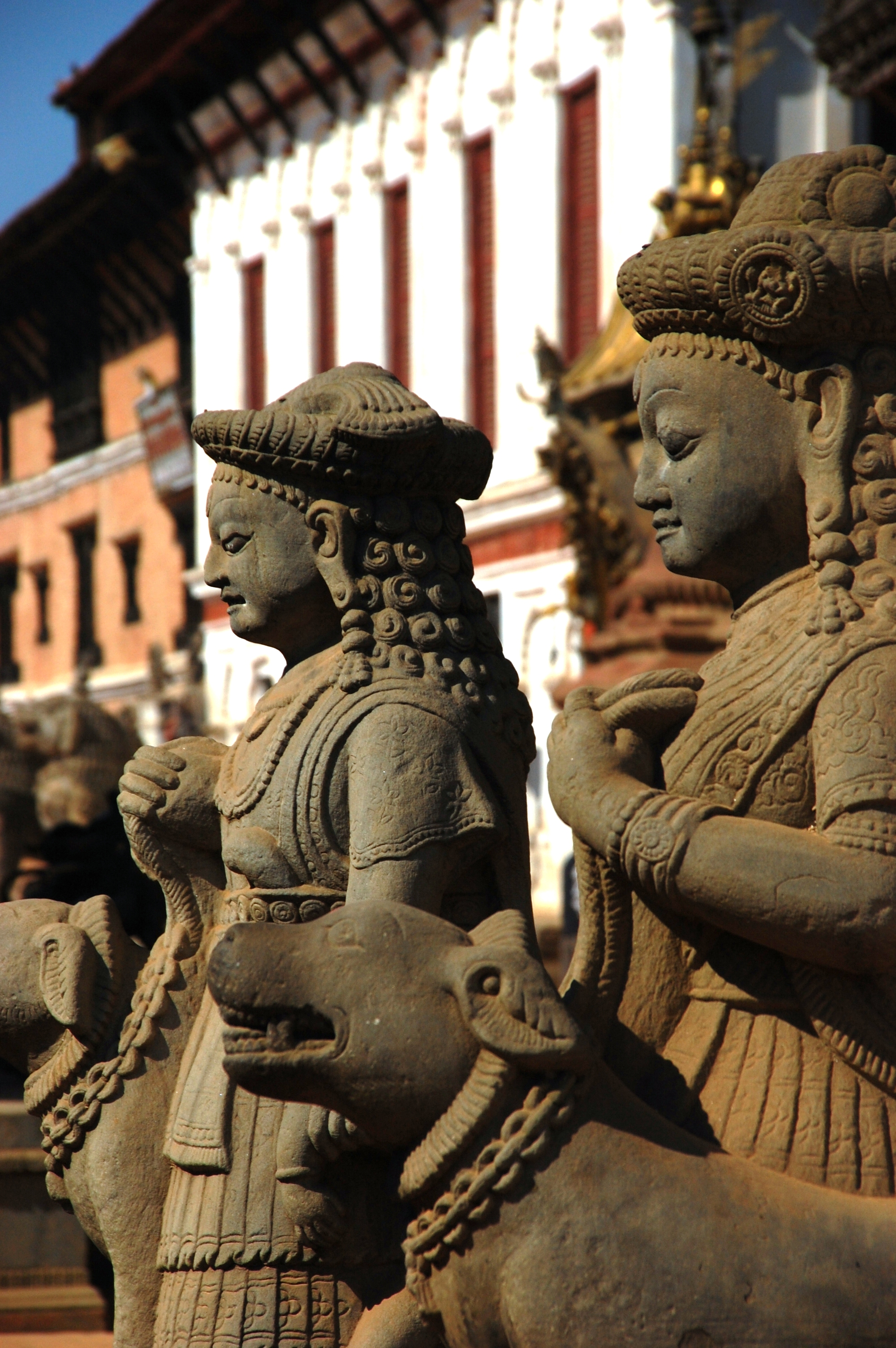
Arte neuari: estátuas em Bhaktapur

Os Neuaris viveram no Vale de Catmandu desde os tempos pré-históricos, e os imigrantes que chegaram em diferentes períodos da sua história, eventualmente, mesclaram-se com a população local, adotando sua língua e costumes.
A primeira dinastia "Newa", a dos "Lichhavi", criou a partir do século VI um reino que formou o núcleo original do Nepal de hoje. O período de esplendor Newa entretanto só começou no século XII , com a dinastia Malla.
Os Neuaris no Vale de Catmandu criaram as três cidades que são agora Património Mundial da  UNESCO: Catmandu, Patan e Bhaktapur. Durante todo o período entre os séculos XII e o XVII as cidade-estado foram alternado fases de colaboração e conflitos armados.
Na construção destas cidades, os Neuaris desenvolveram um estilo arquitetónico único e peculiar, que inclui as  históricas praças (Praça Darbar) de Catmandu, Patan e Bhaktapur como testemunho do seu  estilo. Altamente valorizada pelos historiadores da arte é o estilo de janelas e frisos de madeira dos templos. Com, na maioria das  vezes, cenas religiosas e eróticas.
Os Neuaris são ambos budistas e hindus, e os historiadores acreditam que originalmente era prevalente entre eles o budismo, mas ao longo dos séculos eles absorveram uma forte influência hindu.
Os Neuaris também criaram a sua própria cultura nos campos específicos da dança, da música e da comida.
O domínio Newar sobre o Nepal terminou em 1768 com a conquista de Catmandu pelos soldados Gurkhas, liderados por Prithvi Narayan Shah, quando o Nepal foi unificado. Mesmo após a unificação os Neuaris mantiveram uma considerável autonomia e influência na cultural e no comércio.

## Cultura e religião

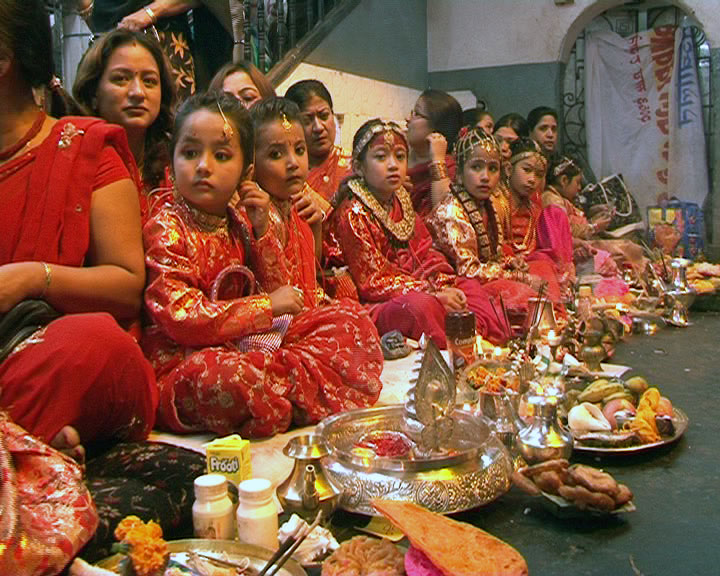
Casamento neuari

Os Neuaris são uma comunidade linguística e cultural de indo-arianos e etnias  tibeto-birmanesas que seguem as religiões Hindu e budista. Os estudiosos também têm descrito os neuaris como sendo uma nação. Eles desenvolveram uma divisão de trabalho e uma civilização urbana sofisticada não encontrada em outros lugares do sopé de Himalaia, sendo unidos por uma língua e cultura comum. A linguagem comum é Bhasa Nepal ("Newari" de acordo com as estatísticas Nepalesas).
Ainda hoje vários festivais religiosos budistas e hindu são celebrados, entre eles o "Punhi Gunhu", que dura nove dias e termina no dia do aniversário do deus Krishna.

## População
Os Neuaris vivem principalmente no Nepal, mas há minorias na Índia e no Butão. No censo do Nepal de 2001, havia 1.245.232 Neuaris, e de acordo com o novo censo de 2011  a população de Neuaris no Nepal cresceu para 1.321.933, configurando o sexto maior grupo étnico do país, o que representa 5% da população. A recente migração vinda em massa do vale de Kathmandu tornou os neuaris uma minoria em sua terra natal. Apesar do alto nível de desenvolvimento, a cultura e a língua neuari estão atualmente ambas sob ameaça.